# 斯通沃尔 (路易斯安那州)
斯通沃尔（英語：Stonewall）是美国路易斯安那州下属的一座城市，根据2020年美國人口普查，该市有人口2,273人。建置上，属于“鎮”（town）。